# Американски национален институт за стандарти
Американският национален институт за стандарти, съкратено ANSI (от английски: American National Standards Institute) e частна неправителствена организация, която координира разработването на стандарти за продукти, услуги, процеси, системи и персонал в САЩ. В ANSI членуват американски индустриални и делови групи (други стандартизационни организации, държавни агенции, потребителски групи, компании и др.), които разработват или са заинтересовани от разработването на националните стандарти. Организацията също така адаптира американските стандарти с международните такива, така че американските продукти да могат да бъдат използвани по целия свят. Член е на международните организации ISO и IEC, представяйки там интересите на САЩ.
Измежду приетите от института стандарти известни са например:
- ANSI X3.4 – 7-битово кодиране ASCII;
- ASA X3.9 – 1966 – езикът Fortran-66;
- ANSI C – стандарт за езика C;
- ANSI X3.64 (използва се в т. нар. ANSI-графика).